# AlkD

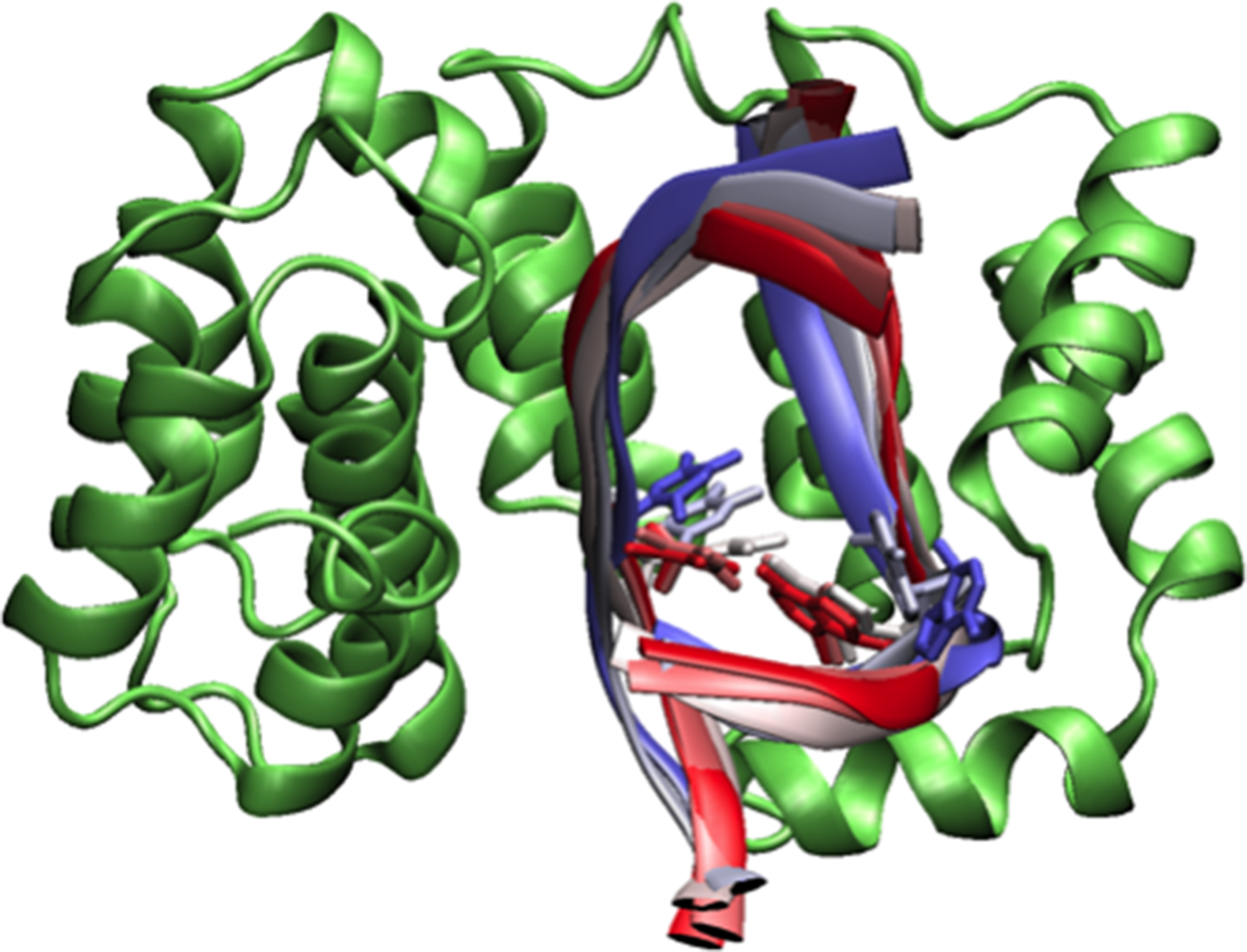
Representação AlkD

AlkD (alquilpurina glicosilase D) é uma enzima que pertencente a uma família de glicosilase de ADN que está envolvida na reparação do ADN. Ela foi descoberta por uma equipe de biólogos norueguesa de Oslo em 2006. Ela foi isolado a partir de uma bactéria Bacillus cereus Gram-positiva que habita o solo, junto com uma outra enzima AlkC. AlkC e AlkD são muito provavelmente derivadas da mesma proteína, como indicado pela sua grande semelhança. A sua estrutura cristalina foi descrita em 2008. Ela é a primeira proteína de repetição HEAT identificada para interagir com ácidos nucleicos ou para conter a actividade enzimática. Esse tipo de enzima de reparação do ADN pode identificar e remover uma base de ADN danificado, sem forçar fisicamente o "giro" para o exterior da estrutura de ADN, que é como todas as outras enzimas de reparação de ADN nessa famila funcionam.